# Мурдейк
Мурдейк (нід. Moerdijk) — муніципалітет та місто в Нідерландах, у провінції Північний Брабант.